# ジョー・ガードナー
ジョー・ガードナー（Joe Gardener、1985年10月4日 - ）は、ポルトガルのラグビーユニオン選手。2010年からラグビーポルトガル代表。

## プロフィール
- オーストラリアブリスベン生まれ。
- ポジションはスタンドオフ、フルバック。
- 身長 193cm、体重 87kg。

## 来歴
フランス国内の3部リーグオーブナバルから2011年、ホンダヒートへと移籍し、1シーズンプレーした。